# Oscar Olivera (Gewerkschafter)
Oscar Olivera Foronda (* 10. Januar 1955 in Oruro) ist ein bolivianischer Gewerkschaftsführer, Menschenrechts- und Umweltschutzaktivist.

## Leben
Oscar Olivera war einer der Anführer der Proteste gegen die Privatisierung der Wasserversorgung in Bolivien. Er ist Mitglied der „Wasserkoordination“ von Cochabamba. Bekannt wurde der Gewerkschaftsführer 2000 durch den „Wasserkrieg“, durch den der US-Konzern Bechtel Corporation gezwungen wurde, sich aus der Trinkwasserversorgung der bolivianischen Großstadt Cochabamba zurückzuziehen. Olivera kommt in dem 2006 von Regisseur Florian Opitz veröffentlichten Dokumentarfilm Der große Ausverkauf vor. 
Später war Olivera einer der Anführer der Proteste gegen die Privatisierung der Gasversorgung in Bolivien.

## Ehrungen
- 2001: Goldman Environmental Prize

## Schriften
- Oscar Olivera, Tom Lewis: Cochabamba! Water Rebellion in Bolivia. South End Press, Cambridge, Mass. 2004, ISBN 0-89608-702-6.